# Cuprum Polkowice
Cuprum Polkowice – polski klub futsalowy z Polkowic, występujący w II lidze. Klub powstał w 1995 roku. Dwa razy zdobył Mistrzostwo Polski (1996/1997, 1997/1998). W dwóch kolejnych sezonach drużyna z Polkowic zajmowała trzecie miejsce w ekstraklasie. Przez kilka sezonów drużyna występowała pod nazwą TPH Polkowice. Z powodu problemów finansowych klub wycofał się z ekstraklasy i obecnie gra w II lidze.